# Dwain Bell
Dwain Bell (* vor 1959 in Central City, Kentucky) ist ein US-amerikanischer Rockabilly-Musiker.

## Leben
Dwain Bell wurde in Central City geboren, lebte zur Zeit seiner Karriere als Musiker aber in Evanston, Indiana. 1959 nahm Bell für Summit Records in Central City seine erste (und wohl auch einzige) Platte auf, Rock and Roll on a Saturday Night / I'm Gonna Ride. Begleitet wurde er bei diesen beiden Aufnahmen von Kenneth und Wayne Turner (E-Gitarre und Kontrabass). Billboard schrieb im April 1959 über die A-Seite: „It's Saturday night, and the cat is all set to go to town and rock and roll. Bell reads the countryish theme with know how. It could score if pushed.“ Die B-Seite erhielt ähnlich gute Kritik: „Honky-tonker is also well-handled by Bell. Fine country backing assists. This can also move.“ Für das Jahr 1959 war Bells Platte erstaunlich einfacher Rockabilly mit sparsamer Besetzung, denn zu dieser Zeit waren die meisten Musiker auf Mainstream-Rock'n'Roll umgestiegen.
Was danach mit Bell geschah, ist nicht bekannt. Seine beiden Songs wurden 1978 erstmals von White Label Records auf der LP Kentucky Rockabilly wiederveröffentlicht.

## Diskografie
- 1959: Rock and Roll on a Saturday Night/I'm Gonna Ride; Summit 45-110